# خانه محمد چوگانی
منزل محمد چوگانی مربوط به دوره قاجار است و در شیراز، خیابان احمدی شمالی، کوچه ۱۹، پلاک ۱۱ واقع شده و این اثر در تاریخ ۱۰ خرداد ۱۳۸۲ با شمارهٔ ثبت ۸۷۲۶ به‌عنوان یکی از آثار ملی ایران به ثبت رسیده است.